# مظفر أباد (صحرا بردسكن)
مظفر أباد (بالفارسية: مظفرآباد) هي قرية تقع في إيران في قسم صحرا الريفي. يقدر عدد سكانها بـ 1,437 نسمة .